# Ancienne cathédrale Saint-Charalambos de Marioupol
L'ancienne cathédrale Saint-Charalambos de Marioupol était une cathédrale de style russo-byzantin située au cœur de la ville de Marioupol située en Ukraine. Construite entre 1780 et 1782 , elle fut détruite en 1934 et a aujourd’hui entièrement disparu, tout comme sa voisine la nouvelle cathédrale Saint-Charalambos de Marioupol, construite entre 1823  et 1845 et détruite en 1934,,,,,,,.

## En images

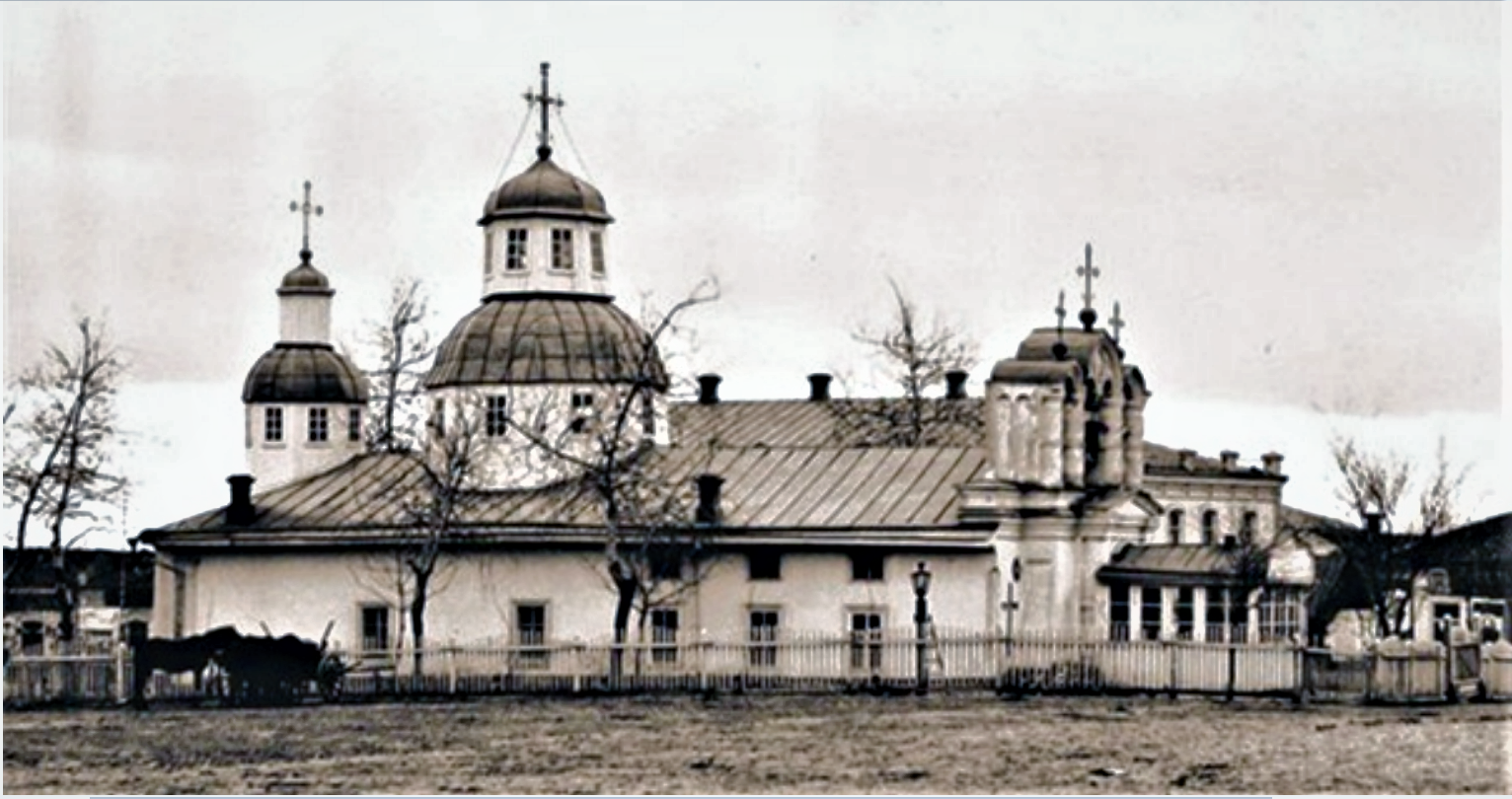
Vers 1900,
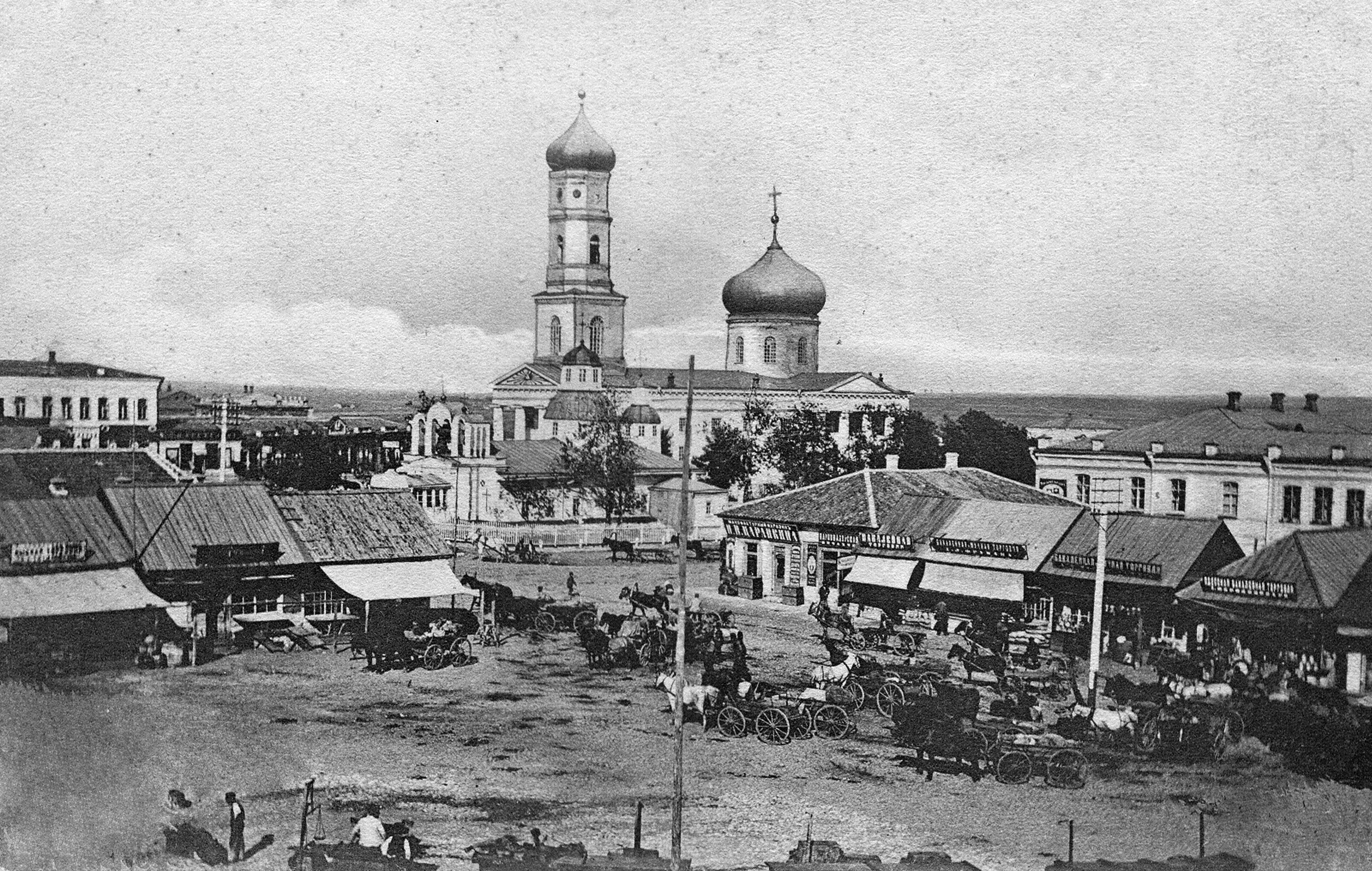
vers 1908,
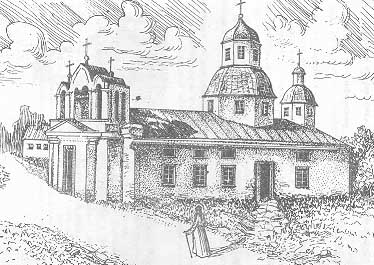
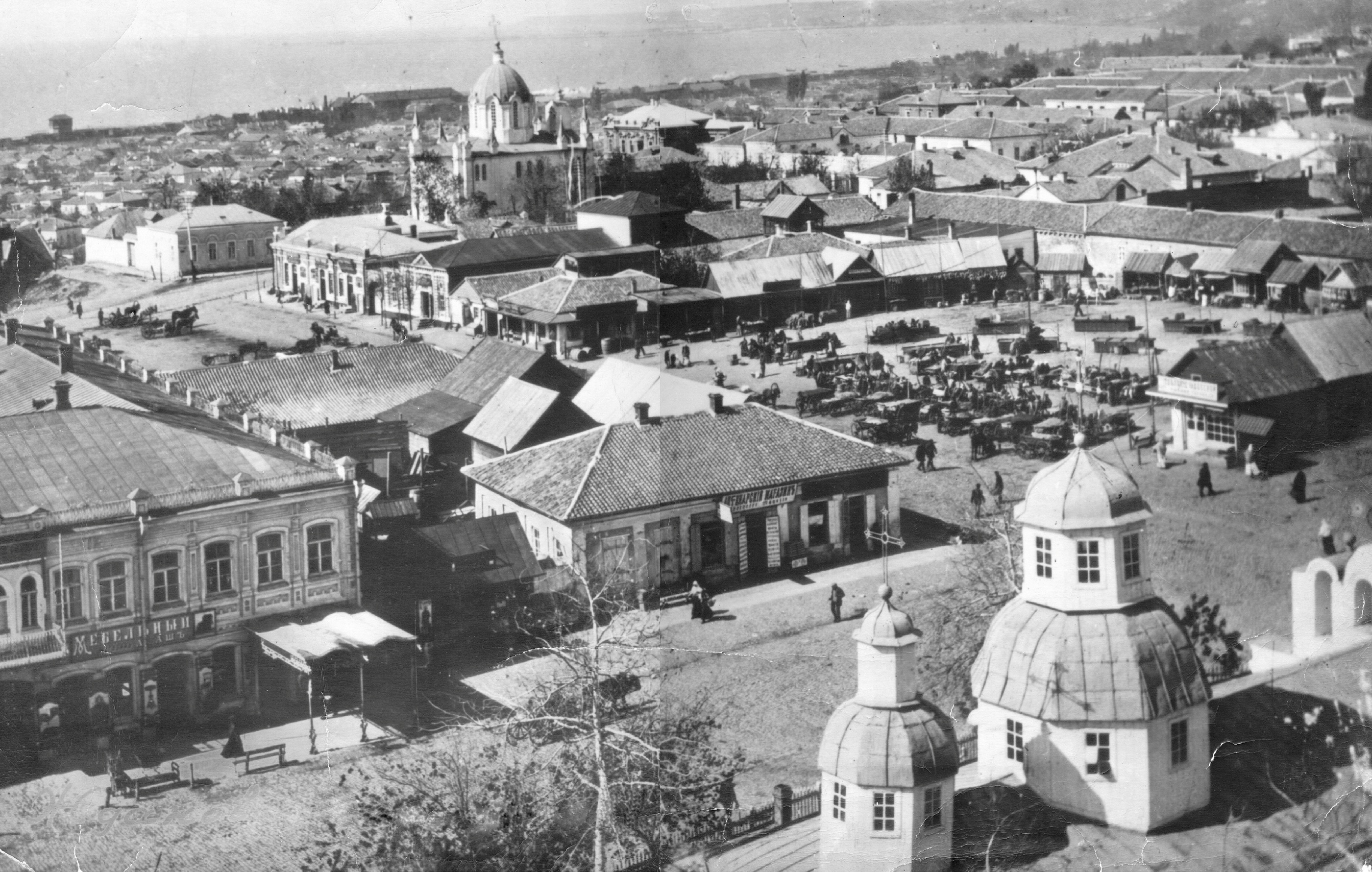
avant 1917 avec la place.
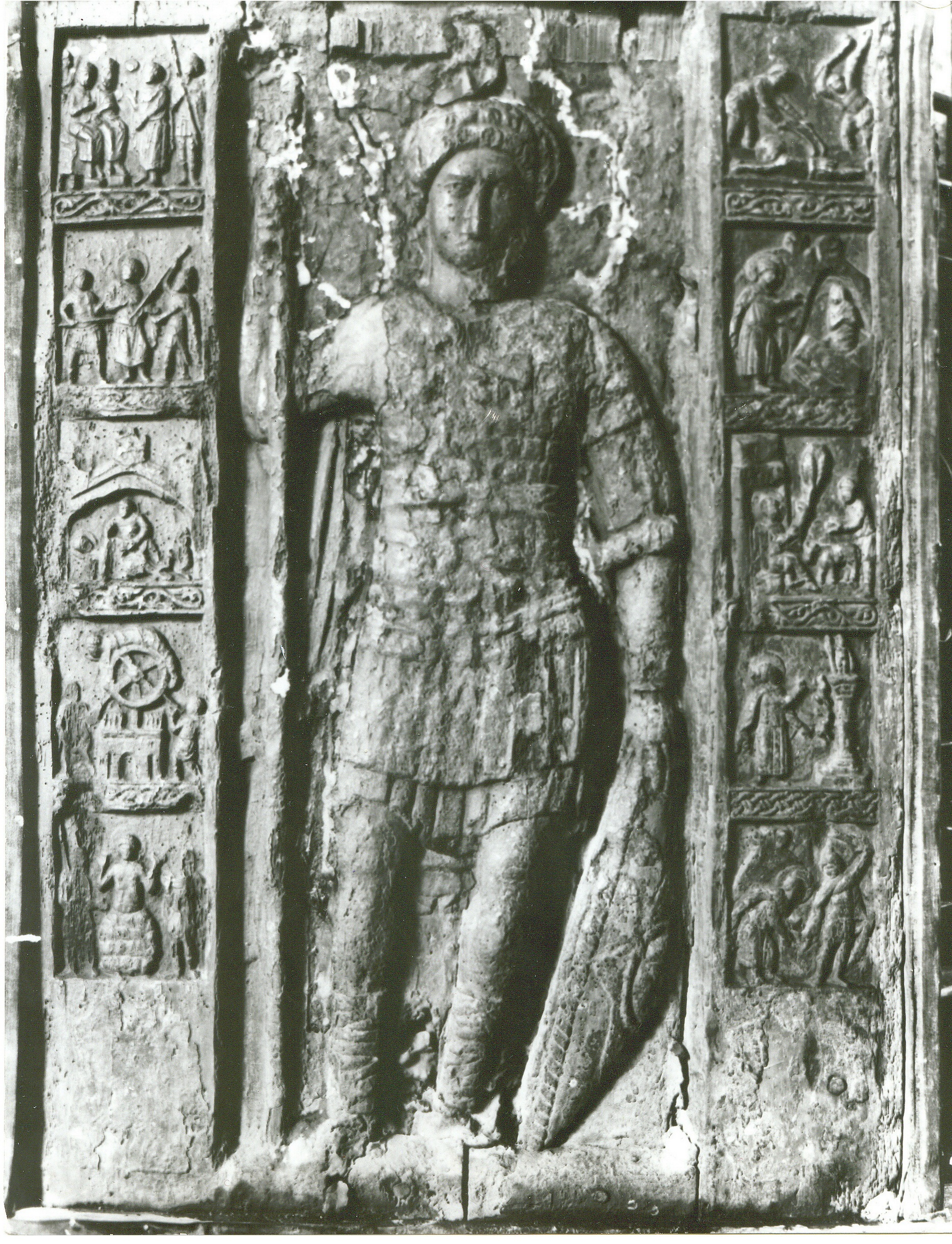
sculpture de st Georges provenant de la cathédrale.
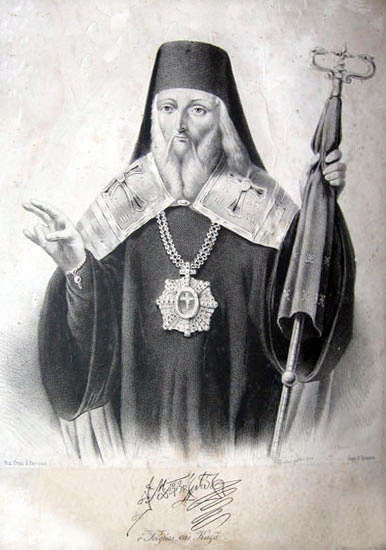
Ignace Kozadinos, métropolite, saint local.